# اتحادیه حرفه‌ای نروژ
اتحادیه حرفه‌ای نروژ (نروژی: Fagforbundet) بزرگترین سندیکا در نروژ است. این اتحادیه در سال ۲۰۰۳م، با ادغام اتحادیه کارکنان شهرداری‌های نروژ و اتحادیه کارکنان بهداشت و امور اجتماعی نروژ، تأسیس؛ و به تشکیلات سراسری کارگران نروژ وصل شد.

## توضیح
این اتحادیه، کارگران و کارکنان را در شهرداریها و بخش خصوصی، مراکز بهداشتی، مهدکودک‌ها و بخش حمل و نقل عمومی نروژ سازماندهی می‌کند. از اول ژانویه سال ۲۰۲۰م، کارکنان سازمان پست و ارتباطات نروژ نیز به این اتحادیه پیوستند.
 اتحادیه حرفه ای نروژ، با داشتن ۳۹۵ هزار عضو، در سال ۲۰۲۲م، بزرگترین اتحادیه وابسته به تشکیلات سراسری کارگران نروژ و همچنین بزرگترین اتحادیه صنفی در نروژ است..
 این اتحادیه، شامل ۴ بخش است:
- مشاغل مربوط به امور اجتماعی و بهداشتی.
- مشاغل مربوط به امور دفتری و اداری.
- مشاغل مربوط به فرهنگ، آموزش و پرورش و کلیسا.
- مشاغل مربوط به امور فنی و حمل و نقل

اتحادیه حرفه ای نروژ در یک سری از مذاکرات، به نمایندگی از اعضای اتحادیه، در مقابل کارفرما شرکت می‌کند و یک طرف بعضی از قراردادهای صنفی عمومی در بخش خصوصی و دولتی در نروژ است. 
دبیرخانهٔ اتحادیهٔ حرفه ای نروژ، در اسلو واقع شده؛ و از سال ۲۰۰۳م، یک گاهنامه به نام فاگبلادت به معنی تقریبی: برگ فن یا برگ حرفه منتشر می‌کند. این گاهنامه علاوه بر نسخه شبکه اینترنت، شمارگانی برابر با ۳۳۸ هزار نسخه دارد.
بعد از کناره‌گیری رهبر قبلی در نشست همگانی نوامبر سال ۲۰۱۳م، خانم مته نورد، در حال حاضر رهبری اتحادیه را بر عهده دارد.